# Hidrocolonterapia

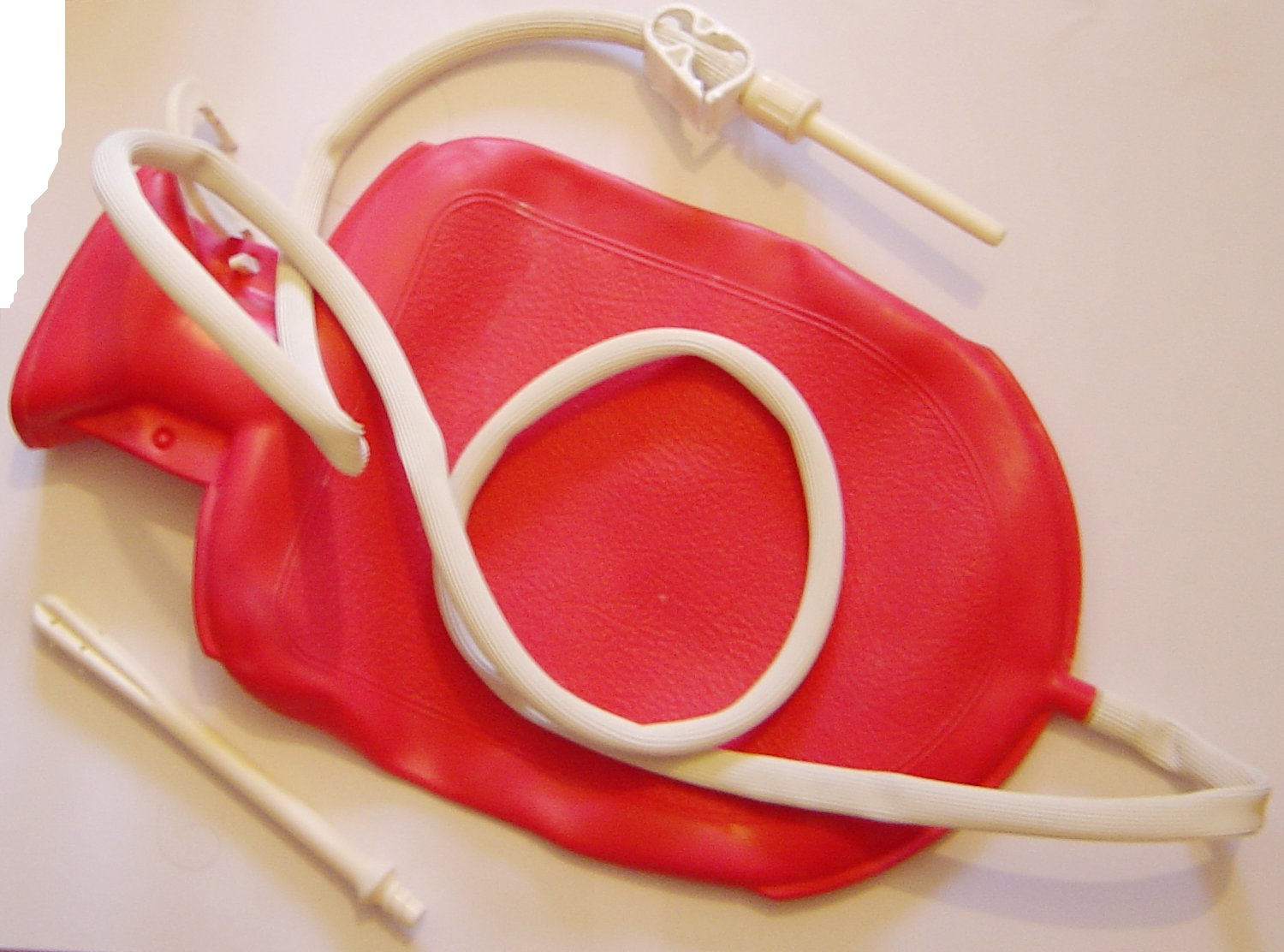
Aparelho usado para fazer enemas.

Hidrocolonterapia ou colonterapia abrange uma variedade de terapias alternativas envolvendo a introdução de líquido no ânus para supostamente remover toxinas não especificadas do cólon e do trato intestinal através da drenagem de fezes acumuladas. A pratica pode incluir a inserção de diversos líquidos, com supostos benefícios diferentes, como café, chás e outros preparos. Não deve ser confundido com o enema, que faz parte da prática médica convencional e envolve a introdução de fluidos no cólon para tratar certas condições, como constipação severa, ou soluções contendo contraste para exames de imagem.

## Riscos
Não existe evidência científica da eficácia deste método para tratamento de qualquer doença ou condição, e há ampla evidência de que o procedimento apresenta riscos à saúde. Não é exigido nenhuma licença ou treinamento para operar equipamentos de irrigação do cólon.